# Opera Sahnesi

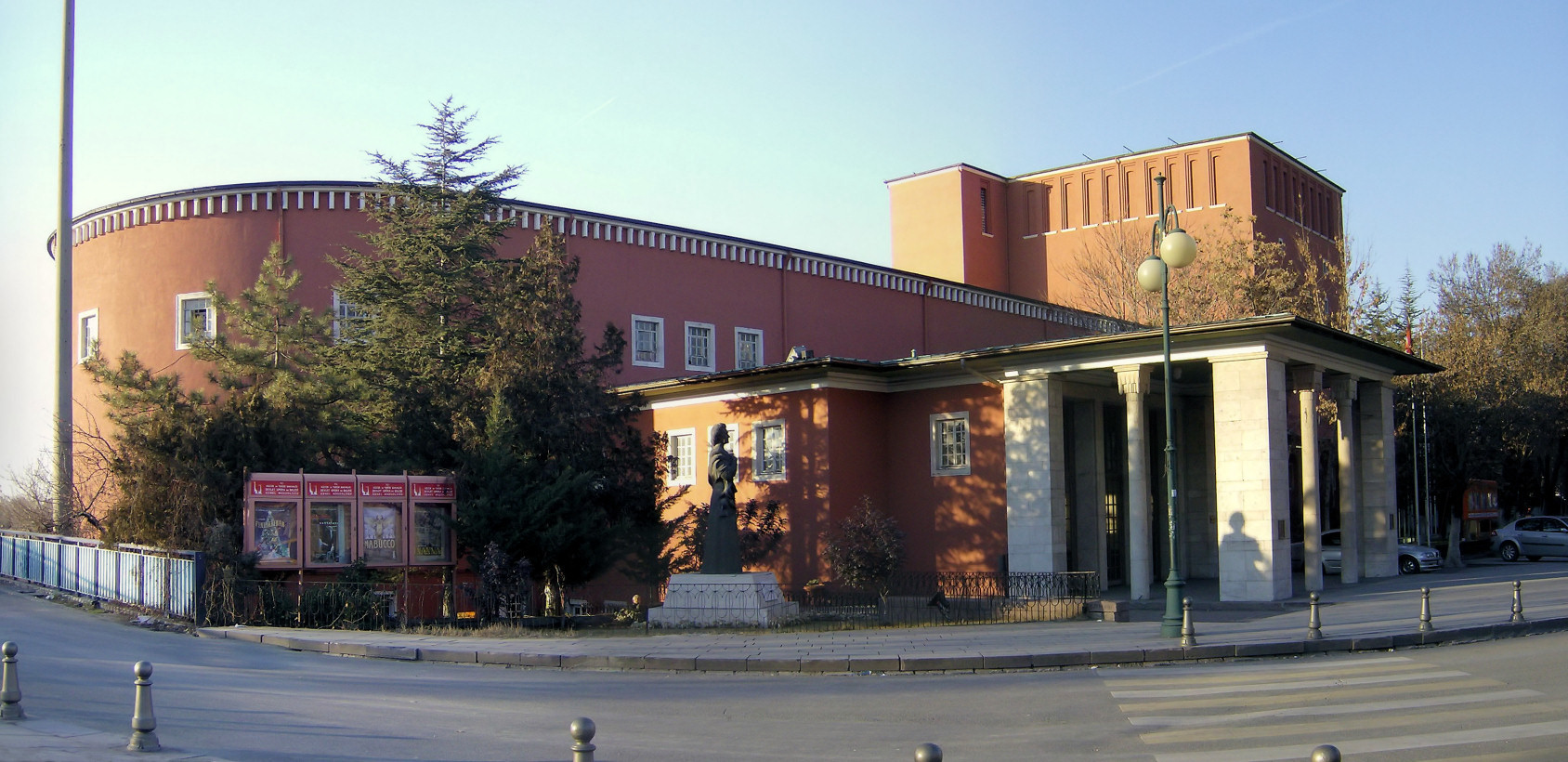
Haupteingang des Opernhauses

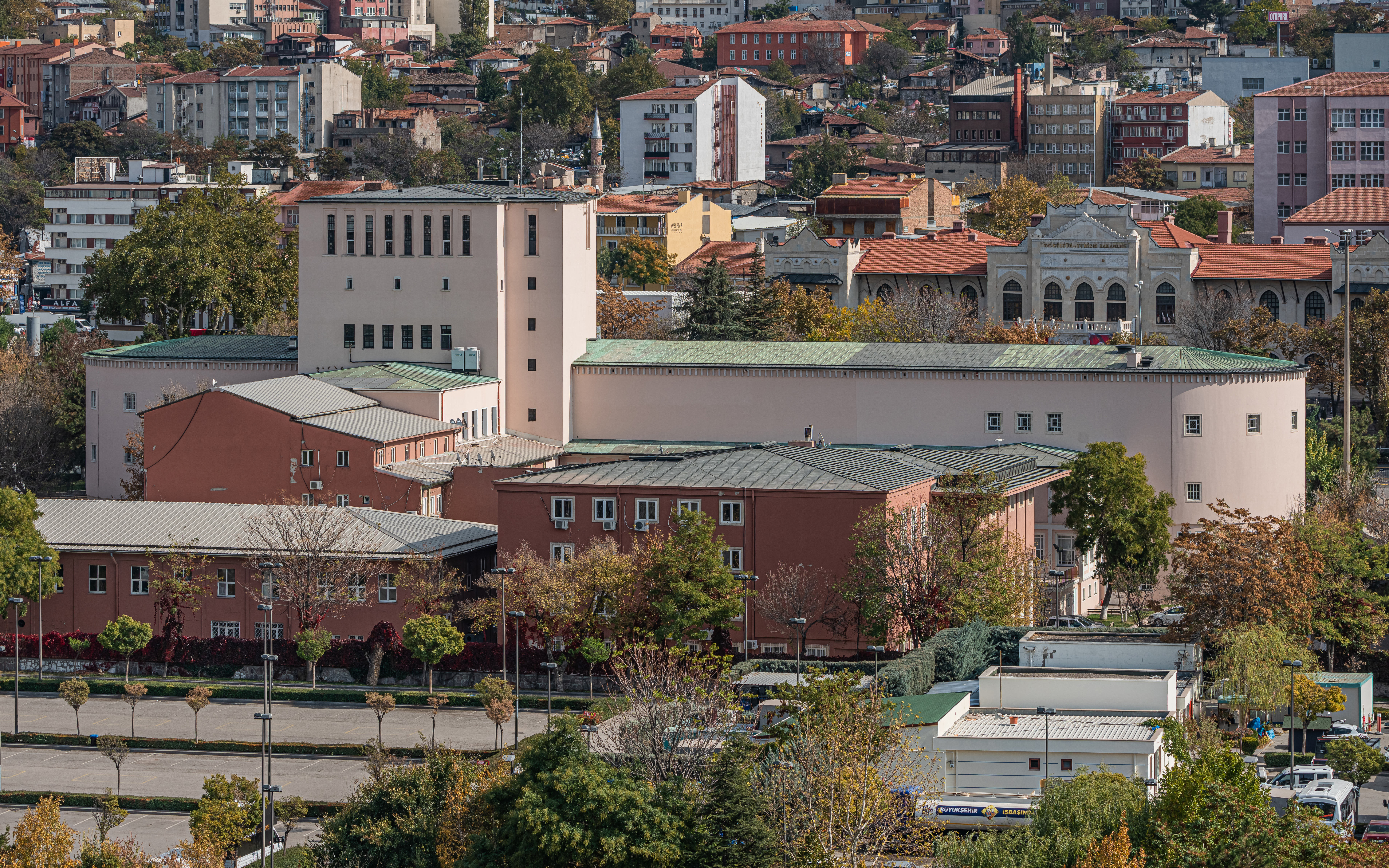
Westseite

Die Opera Sahnesi (deutsch: Opernbühne) ist das größte der insgesamt drei Opernhäuser in Ankara. Es gehört zu den Türkischen Staatstheatern (Devlet Tiyatroları). 
Das Gebäude wurde vom türkischen Architekten Şevki Balmumcu als ein Ausstellungszentrum geplant. Das Projekt Balmumcus erhielt den ersten Platz bei dem internationalen Wettbewerb für das Gebäude im Jahre 1933. Der deutsche Architekt Paul Bonatz funktionierte das Gebäude in ein Opernhaus um. Am 2. April 1948 war die Eröffnung des neuen Opernhauses. 
Das Gebäude dient unter dem Namen Großes Theater (Büyük Tiyatro) auch als Sprechtheaterbühne.